# Сельское поселение Большерогачёвское
Сельское поселение Большерогачёвское — упразднённое муниципальное образование со статусом сельского поселения в Дмитровском районе Московской области Российской Федерации. Административный центр — село Рогачёво.

## Общие сведения
Образовано согласно Закону Московской области от 28 февраля 2005 года № 74/2005-ОЗ. Было создано из расформированных Большерогачёвского сельского округа и Покровского сельского округа.
19 мая 2018 года упразднено с включением в состав новообразованного Дмитровского городского округа.
Глава администрации — Хохлов Михаил Николаевич. Адрес администрации: 141880, Московская область, Дмитровский район, село Рогачёво, площадь Осипова, дом 12.

## География
Граничит с Куликовским и Синьковским сельскими поселениями, Смирновским сельским поселением Солнечногорского района, Воронинским сельским поселением Клинского района, Конаковским районом Тверской области. Площадь территории сельского поселения составляет 19 097 га (190,97 км²).

## Население
| 2006  | 2007  | 2008  | 2009  | 2010  | 2011  |
| ----- | ----- | ----- | ----- | ----- | ----- |
| 4697  | ↘4497 | ↗4529 | ↗4551 | ↘4506 | ↗4615 |
| 2012  | 2013  | 2014  | 2015  | 2016  | 2017  |
| →4615 | ↘4614 | ↗4615 | ↘4568 | ↗4583 | ↘4547 |
| 2018  |       |       |       |       |       |
| ↘4532 |       |       |       |       |       |

## Состав
В состав сельского поселения «Большерогачёвское» входят следующие населённые пункты:
| Вид     | Наименование        | Население, чел. (2010) | Бывшая административная единица  |
| ------- | ------------------- | ---------------------- | -------------------------------- |
| деревня | Александрово        | 231                    | Большерогачевский сельский округ |
| деревня | Алешино             | 13                     | Большерогачевский сельский округ |
| деревня | Аревское            | 8                      | Покровский сельский округ        |
| деревня | Безбородово         | 1                      | Большерогачевский сельский округ |
| деревня | Бестужево           | 3                      | Большерогачевский сельский округ |
| деревня | Благовещенье        | 1                      | Покровский сельский округ        |
| деревня | Богданово           | 31                     | Покровский сельский округ        |
| деревня | Василево            | 47                     | Большерогачевский сельский округ |
| деревня | Васнево             | 27                     | Большерогачевский сельский округ |
| деревня | Жирково             | 1                      | Покровский сельский округ        |
| деревня | Зуево               | 0                      | Покровский сельский округ        |
| село    | Ивановское          | 38                     | Большерогачевский сельский округ |
| деревня | Ивлево              | 117                    | Покровский сельский округ        |
| деревня | Копылово            | 2                      | Покровский сельский округ        |
| деревня | Копытово            | 0                      | Большерогачевский сельский округ |
| деревня | Кочергино           | 46                     | Большерогачевский сельский округ |
| деревня | Лутьково            | 32                     | Большерогачевский сельский округ |
| деревня | Малое Рогачево      | 67                     | Большерогачевский сельский округ |
| деревня | Михалёво            | 16                     | Покровский сельский округ        |
| деревня | Назарово            | 0                      | Большерогачевский сельский округ |
| деревня | Нечаево             | 7                      | Покровский сельский округ        |
| деревня | Нижнево             | 7                      | Большерогачевский сельский округ |
| деревня | Ольсово             | 18                     | Большерогачевский сельский округ |
| деревня | Поздняково          | 19                     | Большерогачевский сельский округ |
| село    | Покровское          | 233                    | Покровский сельский округ        |
| деревня | Поповское           | 10                     | Большерогачевский сельский округ |
| деревня | Пруды               | 4                      | Покровский сельский округ        |
| деревня | Пустынь             | 30                     | Большерогачевский сельский округ |
| село    | Рогачёво            | 3379                   | Большерогачевский сельский округ |
| деревня | Садовая             | 2                      | Большерогачевский сельский округ |
| деревня | Соколовский Починок | 6                      | Большерогачевский сельский округ |
| деревня | Софрыгино           | 4                      | Покровский сельский округ        |
| деревня | Терехово            | 9                      | Большерогачевский сельский округ |
| деревня | Трехденево          | 28                     | Покровский сельский округ        |
| село    | Трёхсвятское        | 39                     | Большерогачевский сельский округ |
| деревня | Усть-Пристань       | 9                      | Большерогачевский сельский округ |
| деревня | Чайниково           | 6                      | Большерогачевский сельский округ |
| село    | Чернеево            | 15                     | Покровский сельский округ        |

## Символика
Первое упоминание об административном центре Большерогачёвского поселения селе Рогачево относится к середине XV века, когда оно входило в состав Дмитровского удельного княжества (1238—1569). В XIX веке оно представляло собой богатейшее купеческое село с добротными каменными домами и с церковью. Расположенное на двух больших трактах между городами Дмитровом и Клином, и имея в близости судоходную пристань в месте слияния рек Яхромы и Сестры, село Рогачёво издавна славилось как торговое. В селе еженедельно было два рынка, а ежегодно устраивалось две ярмарки. Торговали мануфактурой, галантереей, хлебом, солью, рыбой, скотом.
Символ торговли — весы, полные монет, отражает историческое прошлое Рогачево.
Вилообразный крест, похожий на рогатину — гласный символ одной из версий названия административного центра поселения — села Рогачево. Плечи этого креста символизируют слияние рек Яхромы и Сестры на территории поселения у деревни Усть-Пристань.
Принадлежность поселения Дмитровскому району символически отражена основной фигурой герба Дмитровского района — княжеской шапкой, положенной на горностаевый мех.
Зелёный цвет символизирует весну, здоровье, природу, надежду. Серебро — символ чистоты, ясности, открытости. Горностаевый мех — знак королевского достоинства, светской и религиозной знатности. Золото — символ высшей ценности, величия, великодушия, богатства, урожая.
Утверждён решением Совета депутатов сельского поселения Большерогачёвское (#9/5) от 6 августа 2007 года.

## Известные уроженцы и жители
- Елохин, Иван Петрович (1923—1965) — участник Великой Отечественной войны, полный кавалер ордена Славы. Родился в деревне Ивлево.